# Море Островов
Море Островов (лат. Mare Insularum) — лунное море, расположенное на видимой стороне Луны, к югу от Моря Дождей. На его восточной оконечности находится кратер Коперник, на западной — кратер Кеплер. Бассейн моря образовался в эпоху Раннеимбрийского периода и был затоплен лавой в Позднеимбрийский период. Селенографические координаты объекта — 7°30′ с. ш. 30°54′ з. д. / 7,5° с. ш. 30,9° з. д., диаметр составляет 513 км.